# Bitka v Koralnem morju
Bitka v Koralnem morju je bila bitka, ki se je odvijala med 4. majem in 8. majem 1942, ko sta se spopadli Japonska cesarska mornarica in zavezniško združeno ladjevje, ki so ga sestavljale ladje Vojne mornarice ZDA ter Avstralske kraljeve mornarice. Bitka je bila ena pomembnejših pomorskih bitk druge svetovne vojne in prva v zgodovini, v kateri se nasproti stoječe sile niso neposredno videle in se niso neposredno spopadle. Hkrati je bila to prva bitka, v kateri so se med seboj napadale flotne letalonosilke. 
Iz bitke je kot taktični zmagovalec izšla japonska mornarica, saj so ZDA v njej izgubile letalonosilko USS Lexington, Japonci pa so izgubili le eno lahko letalonosilko, Shōhō. Hkrati danes velja, da je bila bitka s strateškega vidika bolj ugodna za zaveznike, saj so se po njej japonske sile odrekle izkrcanju v Port Moresbyju na Novi Gvineji. Kljub temu, da v bitki ni bilo odločilnega zmagovalca, sta se v njej obe strani veliko naučili, kar se je kasneje izkazalo v bitki za Midway.

## Dogodki pred bitko
Po zavzetju Nizozemske vzhodne Indije je bil naslednji cilj Japoncev zavzetje Nove Gvineje, Salomonovih otokov in Nove Britanije, od koder bi lahko nato izpeljali napad na Avstralijo in Novo Zelandijo. Te so Japonci zavzeli skoraj brez težav ter jih nato uporabili za letalske napade na Avstralijo. Devetnajstega februarja 1942 so japonska letala tako napadla Darwin, 3. marca pa še Broome. Zaradi teh napadov je v Avstraliji nastala panika, saj je Avstralcem postalo jasno, da so se Japonci znašli pred njihovimi vrati in to ravno v nepravem času, saj Avstralija v tistem trenutku ni imela vojske, ki bi lahko branila svoje ozemlje. Njene divizije so bile namreč prav takrat nameščene na Cejlonu, Srednjem vzhodu ter v Singapurju in Javi, kjer so po porazu padle v japonsko ujetništvo. Avstralska in novozelandska vlada sta zato ZDA zaprosili za takojšno pomoč in jo tudi dobili. Tako je območje Tihega oceana postalo del ameriškega vrhovnega poveljstva, ki ga je vodil general MacArthur. V naslednjih tednih so v Avstralijo in na Novo Zelandijo začele prihajati ameriške čete ter na tisoče ton najrazličnejše vojaške opreme.

## Japonski načrti
Glavna naloga japonskega vrhovnega poveljstva na Pacifiku je bila osvojitev Avstralije. S tem bi Američanom preprečili, da bi avstralsko celino uporabili kot odskočno desko za osvojitev jugovzhodne Azije. Kmalu pa so v Tokiu ugotovili, da je načrt preveč ambiciozen za že tako preveč razpršeno in preobremenjeno japonsko vojsko. Zato so se odločili, da Avstralije ne bodo napadli, ampak jo enostavno obkolili, tako da bodo zasedli Fidži, Samoo ter Novo Kaledonijo. Za dosego tega cilja pa so morali najprej zasesti strateško pomembni Port Moresby v zalivu Papua na jugovzhodni obali Nove Gvineje. Od tam bi lahko nato izvajali letalske napade na Avstralijo ter okoliške otoke.
Zaradi neprehodne in neraziskane gorske verige Owen Stanley, ki je obdajala to pristanišče, je bilo mesto mogoče zasesti le z desantom. V ta namen so Japonci organizirali invazijsko skupino sestavljeno iz enajstih transportnih ladij, ene lahke križarke, šestih rušilcev in nekaj manjših ladij. Istočasno so organizirali še manjšo invazijsko skupino za napad na Tulagi. Invazijsko ladjevje naj bi ščitila skupina pod poveljstvom letalonosilke Šoho in nosilke vodnih letal Kamikava Maru. Desant naj bi iz zraka podprla letala iz Rabaula, letalonosilke Zuikaku in Šokaku. Operaciji je poveljeval viceadmiral Šigejoši Inoue, letalonosilkam, ki so bile dodeljene za obrambo ladjevja pa viceadmiral Chūichi Hara.

## Ameriški načrti
Po napadu na Pearl Harbor so Američani vložili ogromno truda, da so razbili japonsko mornariško šifro. Ves ta trud se jim je zdaj obrestoval. Sredi aprila 1942 so Američani na podlagi razbitih tajnih japonskih sporočil in neštetih izvidniških poletov že vedeli, da je glavni cilj japonskega napada Port Moresby. Časa za pripravo obrambe je bilo malo, takrat so imeli Američani na razpolago dve operativni bojni skupini, katerih jedro sta sestavljali letalonosilki USS Lexington in USS Yorktown.

## Začetek bitke
Ameriške enote so se 1. maja sestale v bližini otoka Espiritu Santo na Novih Hebridih, da bi se oskrbele z gorivom. Tam so dobile ukaz o premiku proti severu v smeri sovražnika, ki je že napadal Tulagi. Prva letala so iz letalonosilke USS  Yorktown vzletela 4. maja in napadla japonsko desantno ladjevje. V letalskem napadu so Japonci izgubili rušilec, tri minolovce, štiri desantne čolne in večje število vodnih letal. Ta akcija je vznemirila japonske sile, ki so plule proti Port Moresbyu, vendar pa akcije kljub očitni ameriški nevarnosti niso prekinili. Nato pa je ameriško letalo iz Yorktowna 7. maja odkrilo eno izmed japonskih skupin za podporo napadu. Zaradi napake v kodiranju je ameriški admiral Fletcher sklepal, da gre za glavnino japonskih sil, zato je v napad poslal 93 letal in obe letalonosilki. Naključje je hotelo, da Američani nasprotnika niso odkrili, odkrili pa so bojno skupino pod poveljstvom letalonosilke Šoho. Ameriška letala so letalonosilko zasula z bombami in torpedi ter jo potopila v pičlih desetih minutah. Medtem pa so letala z letalonosilk Šokaku in Zuikaku zaman iskala ameriške sile. Odkrila so le tanker Neosho in rušilec Sims, ki so ju nato takoj potopili. Ameriško ladjevje so nevede odkrila šele proti večeru. Japonska letala so mislila, da je Yorktown japonska letalonosilka, zato so želela na njej pristati. Protiletalska obramba je eno letalo sestrelila, drugemu pa je uspelo zbežati. Naslednji dan zjutraj, 8. maja, so letala z letalonosilke Lexington končno odkrila japonski letalonosilki Šokaku in Zuikaku. Proti japonskim ladjam so iz letalonosilke Yorktown poslali 41 letal, ki pa so japonske ladje zaradi oblačnega vremena ponovno izgubila. Nenadoma pa se je sreča obrnila, letala so med kroženjem odkrila letalonosilko Šokaku in jo nemudoma napadla. Napadu so se pridružila še letala iz Lexingtona, japonska letalonosilka je bila v napadu večkrat zadeta, vendar se ni potopila in se je umaknila na otok Truk.
Medtem pa je sedemnajst japonskih letal iz Zuikaku napadlo obe ameriški letalonosilki. V letalskem napadu sta bili obe zadeti; Yorktown je zadela ena bomba, Lexington pa je zaradi oteženega manevriranja zadelo več bomb in še dva torpeda. Po hitrih popravilih je kazalo, da bosta obe ladji preživeli, nato pa je na Lexingtonu prišlo do nesreče, ki je zapečatila usodo ladje. Generator je povzročil eksplozijo letalskega goriva, letalonosilko so nato pretresle številne eksplozije tako, da kapitanu ni preostalo drugega kot da je ob pol petih popoldan dal ukaz, naj posadka zapusti ladjo. Ker se je ladja prepočasi potapljala, jo je rušilec Phelps torpediral, tako da se je nato ladja v eni sami veliki eksploziji prevrnila in potopila. S tem dejanjem se je bitka v Koralnem morju zaključila.

## Dogodki po bitki
Bitka v Koralnem morju je bila prva pomorska bitka v zgodovini, ki so jo vodili izven vidnega polja ladij, hkrati je bila to prva bitka, v kateri so letala pokazala, da so dosti bolj učinkovita kot pa topništvo z velikim dometom. Kar je pomenilo, da so bile kar naenkrat vse ladje z velikimi mornariškimi topovi zastarele in nezmožne sodobnega bojevanja. Med bitko ne japonske ne ameriške sile niso vzpostavile vidnega stika, saj sta bili obe strani za obzorjem.
V bitki so Američani izgubili letalonosilko Lexington, rušilec Sims in tanker Neosho, Japonci pa lahko letalonosilko Šoho, rušilec in nekaj manjših vojaških ladij. Zaradi tega je Japonska dosegla taktično zmago, ki pa ni imela nobenega pomena, saj njihov cilj, izkrcanje v Port Moresbyju, ni bil dosežen. Medtem pa so Američani svoj cilj dosegli, saj so preprečili japonsko izkrcanje, vendar pa so pri tem izgubili letalonosilko, ki jo takrat  še niso mogli nadomestiti, zato je bil to zanje hud udarec. Poleg tega poškodovani japonski letalonosilki Šokaku in Zuikaku nista mogli sodelovati v operaciji proti Midwayu, kjer bi lahko bila njuna navzočnost odločilna. Prvič od izbruha vojne na Pacifiku se je zgodilo, da je bilo japonsko napredovanje ustavljeno.